# Ганицкий, Даниил Игоревич
Даниил Игоревич Ганицкий (укр. Даніїл Ігорович Ганицький; 8 апреля 1980, Мариуполь, УССР, СССР) — украинский футболист, полузащитник.

## Биография
Летом 1999 года попал в мариупольский «Металлург». В Высшей лиге дебютировал 12 июля 1999 года в домашнем матче против одесского «Черноморца» (5:0), Ганицкий вышел на 77 минуте вместо Степана Молокуцко. 31 октября 1999 года забил первый и единственный гол в Высшей лиге в матче против харьковского «Металлиста» (3:1), на 71 минуте в ворота Александра Горяинова. Всего в Высшей лиге сезона 1999/00 Ганицкий провёл 16 матчей и забил 1 гол. После Даниил играл за «Металлург-2» во Второй лиге. Летом 2002 года перешёл в новосозданный клуб «Севастополь», где тренером был Валерий Петров. В сезоне 2002/03 во Второй лиге Даниил Ганицкий сыграл 19 матчей и забил 3 гола. Зимой 2004 года находился на просмотре в харьковском «Гелиосе». В августе 2006 года сыграл 4 игры и забил 2 гола в любительском чемпионате Украины за мариупольскую команду «Братья и К».
В 2002 году окончил Приазовский государственный технический университет.
В 2006 году был назначен начальником отдела промышленности и развития территорий в Мариуполе, до этого работал заместителем начальника отдела промышленности. В 2009 году — заместитель председателя Ильичевской районной администрации.